# K. 토드 프리먼
K. 토드 프리먼(K. Todd Freeman, 1965년 7월 9일 ~ )은 미국의 배우, 연극 배우, 텔레비전 배우이다.
휴스턴에서 태어났다.

## 방송
- 레모니 스니켓의 위험한 대결 시즌2
- 레모니 스니켓의 위험한 대결
- 뱀파이어 해결사 3

## 영화
- 레모니 스니켓의 위험한 대결 (2017년) - 포 역
- 월터 교수의 마지막 강의 (2016년) - 조 역
- 닌자터틀 (2014년) - Dr. 벡스터 스톡먼 역
- 럭키 원스 (2008년)
- 다크 나이트 (2008년) - 폴크 역
- 사이더 하우스 (1999년) - 무디 역
- 폭력의 종말 (1997년)
- 그로스 포인트 블랭크 (1997년)
- 뱀파이어 해결사 (1997년)
- 하우스 어레스트 (1996년)
- 이레이저 (1996년)
- 제프리 (1995년)
- 그랜드 캐년 (1991년)
- 스트리트 헌터 (1990년)